# Nyctibatrachus major
Nyctibatrachus major es una especie  de anfibios de la familia Ranidae.

## Distribución geográfica
Se encuentra en el estado de Tamil Nadu (India). 

## Estado de conservación
Se encuentra amenazada de extinción por la pérdida de su hábitat natural.